# Domnul David
Domnul David este un film românesc din 2009 regizat de Hadrian Marcu. Rolurile principale au fost interpretate de actorii Costache Babii.

## Distribuție
Distribuția filmului este alcătuită din:
- Costache Babii